# Nankana Sahib
Nankana Sahib är huvudort för ett distrikt med samma namn i den pakistanska provinsen Punjab. Folkmängden uppgick till cirka 80 000 invånare vid folkräkningen 2017.